# Pierre Chapot
Pour les articles homonymes, voir Chapot.
Ne doit pas être confondu avec Pierre Chapo.
Pierre Chapot (brûlé vif le 19 juillet 1546) est un martyr calviniste français, victime de l'inquisition.

## Biographie
Jeune dauphinois correcteur d'imprimerie, Pierre Chapot transporte des bibles calvinistes de Genève à Paris. Selon Crespin, il convoie « une quantité de livres de la sainte Écriture pour les distribuer et vendre aux fidèles affamés du désir d'être instruits par le ministère muet desdits livres ». Il est dénoncé par Jean André, un libraire délateur à la solde de Pierre Lizet, abbé de St-Victor et membre du Parlement de Paris.
Il comparaît devant les docteurs en Sorbonne Nicolas Clerici, doyen de la Faculté de théologie, Jean Picard et Nicolas Maillard. Émus par sa modestie et sa jeunesse, ses juges sont tentés de l'absoudre. Mais l'introduction d'exemplaires de la Bible huguenote et d'autres livres hérétiques est punie du bûcher. Pour se défendre, Pierre Chapot déclare : « Peuple chrétien, peuple chrétien » mais ne peut que poursuivre par : « Seigneur, donne-moi la force que j'ai toujours demandée, de pouvoir rendre raison de ma foi aux hommes, afin qu'ils connaissent que je ne suis pas hérétique mais entièrement d'accord avec l'Église catholique et vraiment chrétienne ». Retrouvant des forces, il exposa sa foi en commentant le symbole des apôtres. Il nie avoir offensé la Vierge Marie. Il récite la Confession de foi protestante mais lorsqu'il arrive à la Cène et à la différence avec la messe, il est interrompu par Nicolas Maillard. Son sort est désormais scellé.
Le 19 juillet 1546, il est conduit place Maubert. Ayant fait croire qu'il veut dénoncer les acheteurs de ses livres, il a échappé à la peine d'arrachage de la langue. Il en profite pour confesser sa foi du haut de la charrette, devant le peuple rassemblé pour assister à son supplice. Pour cette raison, les parlements priveront ensuite les condamnés du droit de tribune,,.
La question extraordinaire lui a brisé les jambes. Deux hommes doivent le porter sur le bûcher. L'une de ses dernières paroles est : « Seigneur, fils de David, aie pitié de moi ! ».

## Sources
- Portraits et récits huguenots  Lelievre Matthieu, Soc. des Livres Religieux, (1903)
- Promenades à travers le Paris des martyrs 1523 - 1559  Jean Vienot 1913.
- Cité aussi dans  Histoire des Protestants de France et  Histoire des protestants du Dauphiné aux XVIe, XVIIe